# Danh sách sùng bái cá nhân
Sùng bái cá nhân là một hiện tượng diễn ra trong nhiều nước trên thế giới. Sự sùng bái cá nhân thường được tạo ra bởi nhà nước và bao gồm việc kiểm soát bằng pháp luật, đàn áp chống đối kiểm soát các phương tiện truyền thông, nghệ thuật, và cuộc sống hàng ngày. Một thành tố khác tạo ra sự sùng bái cá nhân là sự ủng hộ của đám đông. Chính đám đông là đối tượng của nạn sùng bái cá nhân cũng là những người duy trì nó.
Sùng bái cá nhân sử dụng các kỹ thuật khác nhau, bao gồm các phương tiện thông tin đại chúng, tuyên truyền, nghệ thuật, lòng yêu nước, và các cuộc biểu tình và tuần hành do chính phủ tổ chức để tạo ra một hình ảnh anh hùng, đáng tôn thờ của một nhà lãnh đạo.

## Albania
Lãnh tụ cộng sản Albania Enver Hoxha có cái OECD gọi là "một quá tôn sùng cá nhân và sự độc tài siêu-tập trung". Hoxha được miêu tả như là một thiên tài, người đã đóng góp vào hầu như tất cả mọi khía cạnh của đời từ văn hóa vào kinh tế đến các vấn đề quân sự. Tượng ông ta được dựng lên trong các thành phố. Mọi sách giáo khoa đều yêu cầu phải trích dẫn từ ông ta về các đối tượng được nghiên cứu. Đảng cầm quyền thời gian đó, Đảng Lao động Albania, vinh danh ông ta với các danh hiệu như Đồng chí Tối cao, Lực lượng Duy nhất và Người Thầy Vĩ đại. Khi Hoxha qua đời năm 1985, Ramiz Alia lên nắm quyền. Robert D. Brian của New York Times viết rằng những chính sách của tự do hóa của Alia là "quá ít, quá muộn,", và đất nước này rơi vào tình trạng bạo lực vô chính phủ. Alia ở tù một năm vì tội tham nhũng, nhưng tình trạng vô chính phủ ngăn chặn các thay đổi thêm chống lại chế độ Cộng sản cũ.

## Argentina
Juan Domingo Perón, được bầu ba lần làm Tổng thống Argentina, và vợ thứ hai của ông Eva Duarte de Perón, được yêu quý bởi rất nhiều người Argentina, và đến ngày nay, họ vẫn được Đảng Justicialist coi là biểu tượng. Những người sùng bái gia đình Perón ca ngợi những nỗ lực của họ để loại bỏ nghèo đói và đề cao lao động trong khi những người khác coi họ là những kẻ mị dân và độc tài. Để đạt được mục tiêu chính trị, những người Peronist đã đoàn kết xung quanh người đứng đầu nhà nước. Kết quả là, sự sùng bái cá nhân phát triển xung quanh cả Perón và vợ ông.

## Azerbaijan
Tệ sùng bái cá nhân đối với Heydar Aliyev trở thành một phần quan trọng của chính trị và xã hội Azerbaijan sau khi Aliyev lên nắm quyền vào năm 1993, và tiếp tục sau khi ông chết vào năm 2003, khi con trai ông Ilham Aliyev nối nhiệm. Aliyev một cựu thành viên bộ chính trị thành viên và lãnh đạo Azerbaijan Sô-viết từ 1969 đến năm 1987, trở thành Tổng thống của Azerbaijan vào năm 1993. Sau đó ông ta bắt đầu cẩn thận thiết kế một hệ thống chuyên quyền, phụ thuộc nặng nề vào gia đình và các thành viên gia tộc, nguồn thu từ dầu và patronage.
Ở Azerbaijan, Aliyev được gọi là "người Cha của quốc gia Azeri", thường được so sánh với Mustafa Kemal Atatürk.

## Ai Cập
Nhà nước Ai Cập thực hành sùng bái cá nhân với Gamal Abdel Nasser trong thời gian ông ta tại nhiệm. Người ta cáo buộc là phương tiện truyền thông Ai Cập đã tạo ra sùng bái cá nhân với Tổng thống hiện tại Abdel Fattah el-Sisi.

## Ấn Độ

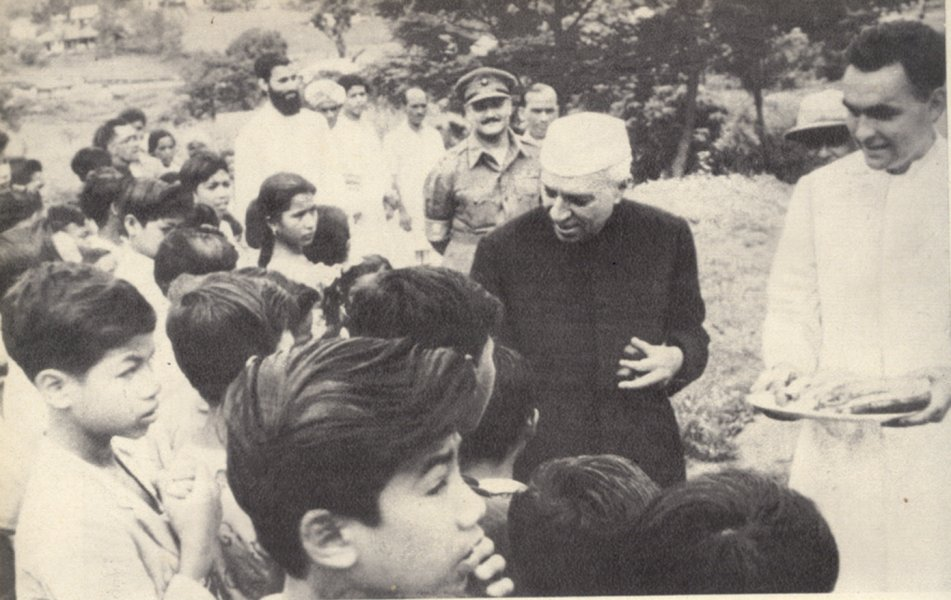
Jawaharlal Nehru phát kẹo cho trẻ em. Sinh nhật Nehru thành Ngày trẻ Em ở Ấn Độ.

Thủ tướng đầu tiên của Ấn Độ Jawaharlal Nehru nổi tiếng được sùng bái. Nhiều nhà lãnh đạo phản đối phong cách hoạt động của Nehru, chính sách kinh tế và chương trình xã hội chủ nghĩa. C Rajagopalachari chỉ trích sự sùng bái Nehru, ông nói cần có phe đối lập nhóm trong quốc hội vì nó đang chạy như "máy gia tốc không phanh" mà không có sự đối lập thực sự. Rajagopalachari sau đó thành lập Đảng tự do Swatantra. Những biểu hiện của 'sự đồng thuận Nehruvian' phản ánh sự thống trị của lý tưởng Nehruvian, ưu thế này được coi là một sản phẩm của sự sùng bái Nehru và sự tập quyền liên quan, đó là, sự tin tưởng bao trùm với nhà nước và các lãnh đạo. Đảng Quốc đại, dẫn đầu bởi gia tộc Nehru đã bị buộc tội tuyên truyền sự sùng bái Nehru.

## Đức
Adolf Hitler, Führer ("lãnh tụ") của Đức Quốc xã, đã được gọi bởi hệ thống tuyên truyền quốc xã bằng danh hiệu (Thẩm phán Tối cao của Người Đức, Chiến binh Đức đầu tiên, Người Lao động của nước Đức mới, Chỉ Huy Quân sự vĩ đại nhất mọi thời đại, Lãnh đạo Quân sự của châu Âu, Người bảo vệ Núi Thánh.). Rất nhiều tác phẩm âm nhạc và văn học khắc họa Adolf Hitler nổi bật. Hitler đã thường được miêu tả như một anh hùng, á thần, được người Đức sợ hãi và tôn kính.

## Đông DươngThuộcPháp
Học sinh Campuchia ở Đông dương thuộc pháp tại một thời điểm đầu những năm 1940 bắt đầu ngày học bằng cách cầu nguyện cho Philippe Pétain của Vichy, mở đầu bằng "cha của chúng con, người lãnh đạo nghệ thuật, vinh quang thay tên người... giải cứu chúng con khỏi quỷ dữ."

## Guinea Xích Đạo
Tổng thống đầu tiên của Guinea Xích Đạo, Francisco Macías Nguema, là trung tâm của sự sùng bái cá nhân tột bậc, có lẽ thúc đẩy bởi việc tiêu thụ nhiều bhang và ibogga, và tự gắn cho mình danh hiệu hạn như là "Phép màu Duy nhất" và "Bậc thầy Vĩ đại về Giáo dục, Khoa học và Văn hóa". Hòn đảo Fernando Pó mang tên ông ta, được Châu Phi hóa, Đảo Masie Ngueme Biyogo, sau khi ông ta bị lật đổ năm 1979, tên của nó đã đổi lại thành Bioko. Thủ đô, Santa Isabel bị đổi tên thành Malabo. Năm 1978, ông đã thay đổi khẩu hiệu quốc gia thành "Không có vị thần nào ngoài Marcias Nguema".
Truyền thống này đã tiếp tục với Teodoro Obiang Nguema Mbasogo người đã bị cáo buộc xây dựng sự sùng bái cá nhân. Bằng chứng của việc này bao gồm đó trong tháng bảy năm 2003, radio nhà nước tuyên bố Obiang là "vị thần của cả nước", và có "sức mạnh toàn năng với con người và vạn vật." Nó thêm rằng tổng thống là có "liên hệ lâu dài với Đấng toàn năng" và "có thể giết người mà không phải chịu trách nhiệm và không phải xuống địa ngục." Cá nhân ông ta nói tương tự vào năm 1993. Macías cũng đã tự mình xưng là một vị thần.
Obiang đã khuyến khích sự sùng bái cá nhân mình bằng cách đảm bảo rằng các bài phát biểu công khai kết thúc bằng việc chúc phúc cho ông ta chứ không phải cho nền cộng hòa. Nhiều tòa nhà quan trọng có phòng tổng thống, nhiều thị trấn và thành phố có đường phố kỷ niệm cuộc đảo chính của Obiang chống lại Macías, và nhiều người mặc quần áo in mặt ông ta.
Như người tiền nhiệm của mình, và các nhà độc tài châu Phi như Idi Amin và Mobutu Sese Seko, Obiang đã giao cho mình vài danh hiệu sáng tạo. Trong số đó là "quý ông của đảo Bioko, Annobón và Rio Muni vĩ đại." Ông ta cũng tự gọi mình là El Jefe (ông chủ).

## Haiti
Nhà độc tài François Duvalier nuôi dưỡng một sự sùng bái xung quanh mình:320 và tuyên bố ông là hiện thân của quốc gia. Ông ta khôi phục những truyền thống vodou, sau đó khai thác chúng để củng cố quyền lực của mình, như tuyên bố mình là một houngan, hoặc linh mục vodou. Trong một nỗ lực để làm cho mình nổi bật hơn, Duvalier cố tình mô phỏng ảnh của mình theo Baron Samedi. Bức ảnh nổi tiếng nhất thời đó cho thấy Jesus, với bàn tay trên vai Papa Doc đang ngồi với chú thích "ta đã chọn ông ấy". Năm 1986 hiến pháp loại sự sùng bái Duvalier ra ngoài vòng pháp luật.

## Hungary

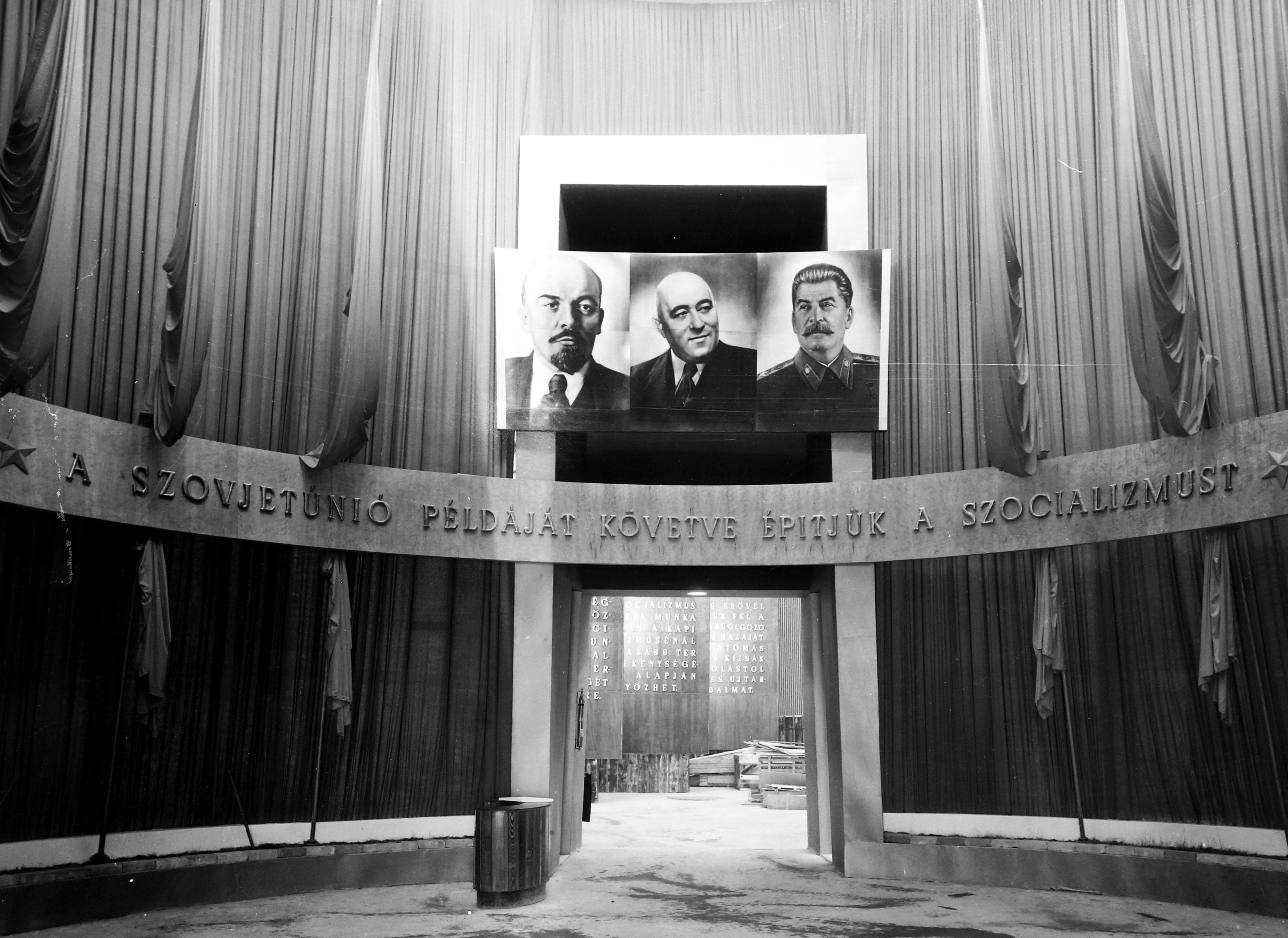
Lenin, Rákosi Mátyás, Stalin

- Mátyás Rákosi được bao quanh bởi một sự sùng bái tương tự như của Stalin.[18] Đỉnh điểm trong sinh nhật lần thứ 60 năm 1952 với một nước loạt các lễ kỷ niệm khắp đất nước.[19][20] Nhiều thứ đã được đặt tên theo ông ta, bao gồm:

- Nhà máy thép và kim loại Manfréd Weiss
- Đại học Miskolc
- Một ngôi làng thành lập trong năm 1952 (Mátyásdomb, tức là đồi Mátyás)
- Học bổng Rákosi cho sinh viên đại học và cao đẳng
- Cuộc thi Quốc gia Rákosi (cho học sinh, ngày nay là Országos Középiskolai Tanulmányi Verseny)
- Huy chương Rákosi cho người chiến thắng của cuộc thi nói trên

Tương tự như quá trình phi Stalin hóa, tên ông ta bị bỏ khỏi tất cả các tổ chức vào năm 1956.

## Iran
Sau cách Mạng Iran, sự sùng bái phát triển xung quanh nhà Lãnh đạo Tối cao Ruhollah Khomeini và Ali Khamenei. Điều này hiển nhiên nhất bởi sự phổ biến của hình ảnh của cả hai ông. Theo Baqer Moin, như một phần của sự sùng bái Khomeini, ông ta "đã được chuyển thành một bán thần. Ông không còn là một ayatollah lớn và phó của Imam, người đại diện cho Imam ẩn thân, mà đơn giản là 'Imam'." Sự sùng bái Khomeini chiếm vị trí trung tâm trong các ấn phẩm Iran trong nước và nước ngoài. Các phương pháp được sử dụng để tạo sự sùng bái đã được so sánh với cách của các nhân vật như Stalin, Mao Trạch Đông và Fidel Castro, và nó đã được khuyến khích bởi chính Khomeini (đó đã được ghi nhận tiêu cực bởi kẻ thù của ông ta trong Iran). Liên quan đến Khamenei, Amir Taheri đã viết, "Như Khomeini trước đó, Khamenei là đối tượng của sự sùng bái rộng lớn. Những kẻ nịnh bợ chính thức miêu tả ông ta như là một "món quà của Thiên chúa cho Nhân loại" hay "Vầng thái dương của Imamate." Trong luận chính thức, ông được trích dẫn nhiều hơn tiên tri Muhammad hoặc chính kinh Koran. Đối tượng ông ta động vào trong các chuyến vi hành được sưu tập và bán như là biểu tượng..."

## Iraq
Như là một dấu hiệu của việc củng cố quyền lực độc tài ở Iraq, sự sùng bái Saddam Hussein tràn ngập xã hội Iraq. Có hàng ngàn chân dung, bích hoạ, tượng và phù điêu vinh danh ông ta khắp Iraq. Mặt ông ta có thể được nhìn thấy trên bên của tòa nhà văn phòng, trường lớp, sân bay, cửa hàng, cũng như trên tất cả mệnh giá của đồng dinar Iraq. Sự sùng bái Saddam phản ánh những nỗ lực của ông ta để thu hút các thành tố khác nhau trong xã hội Iraq. Này đã được nhìn thấy trong nhiều nay: ông ta xuất hiện trong trang phục của Bedouin, truyền thống quần áo của nông dân Iraq (mà ông ta về cơ bản mặc trong thời thơ ấu), và thậm chí quần áo Kurdish, nhưng cũng xuất hiện ở trang phục phương Tây may bởi thợ may yêu thích của ông ta, thể hiện hình ảnh của một lãnh đạo tao nhã và hiện đại. Đôi khi ông ta cũng được miêu tả như là một người Hồi giáo ngoan đạo, mặc đầy đủ cái mũ và áo choàng cầu nguyện về phía Mecca, nhưng thường ông đã mô tả mặc một bộ quân phục.
Một sân bay quốc tế, đại học, cầu, đập, sân vận động, trung tâm nghệ thuật, đường phố, thành thị, quận (Saddam-city), tên lửa và các vật khác được đặt theo tên ông ta. Saddam có nhiều cung điện được trang hoàng lộng lẫy (thậm chí có cả hố xí mạ vàng) để dùng cho cá nhân. Người ta đem lại rất nhiều quà tặng cho Saddam, được sưu tập trong một cung điện đặc biệt. Theo lệnh ông ta, mọi viên gạch thứ của các công trình trùng tu (bao gồm cả cung điện Nebuchadnezzar) được đánh dấu bằng tên hoặc chữ ký của ông ta. Tiểu sử và tác phẩm văn học của ông ta được học ở trường học và đảng Ba'ath kiểm tra.
 Nhiều bài hát, tiểu thuyết, bài báo khoa học, và tuyên truyền đã được dành cho ông ta. Truyền hình nhà nước được phát sóng với hình ảnh của ông ta làm nền với một nhà thờ hồi giáo ở góc màn hình và rất thường hay chiếu ông ta, được trẻ em và người khác hôn tay.

## Trung Quốc

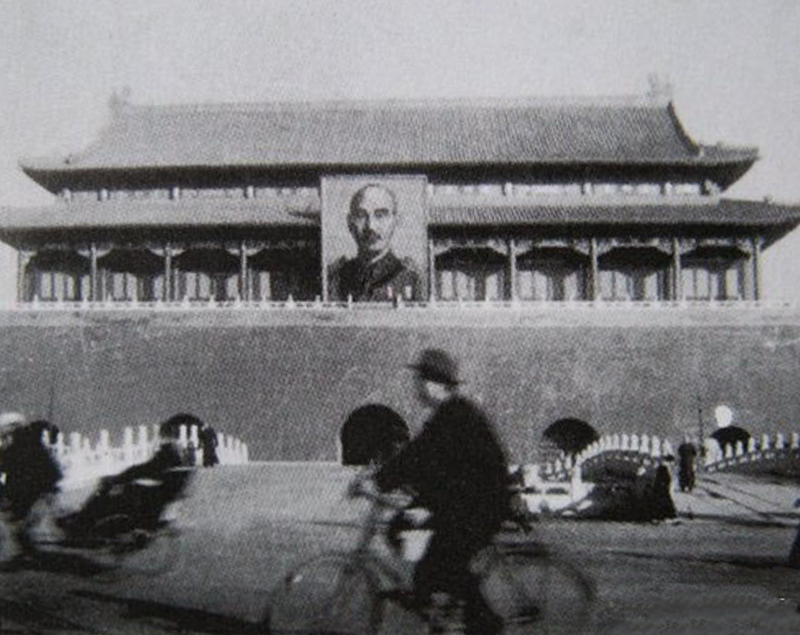
Chân dung của Tưởng Giới Thạch trên Thiên An Môn trước khi Cộng sản tiếp quản

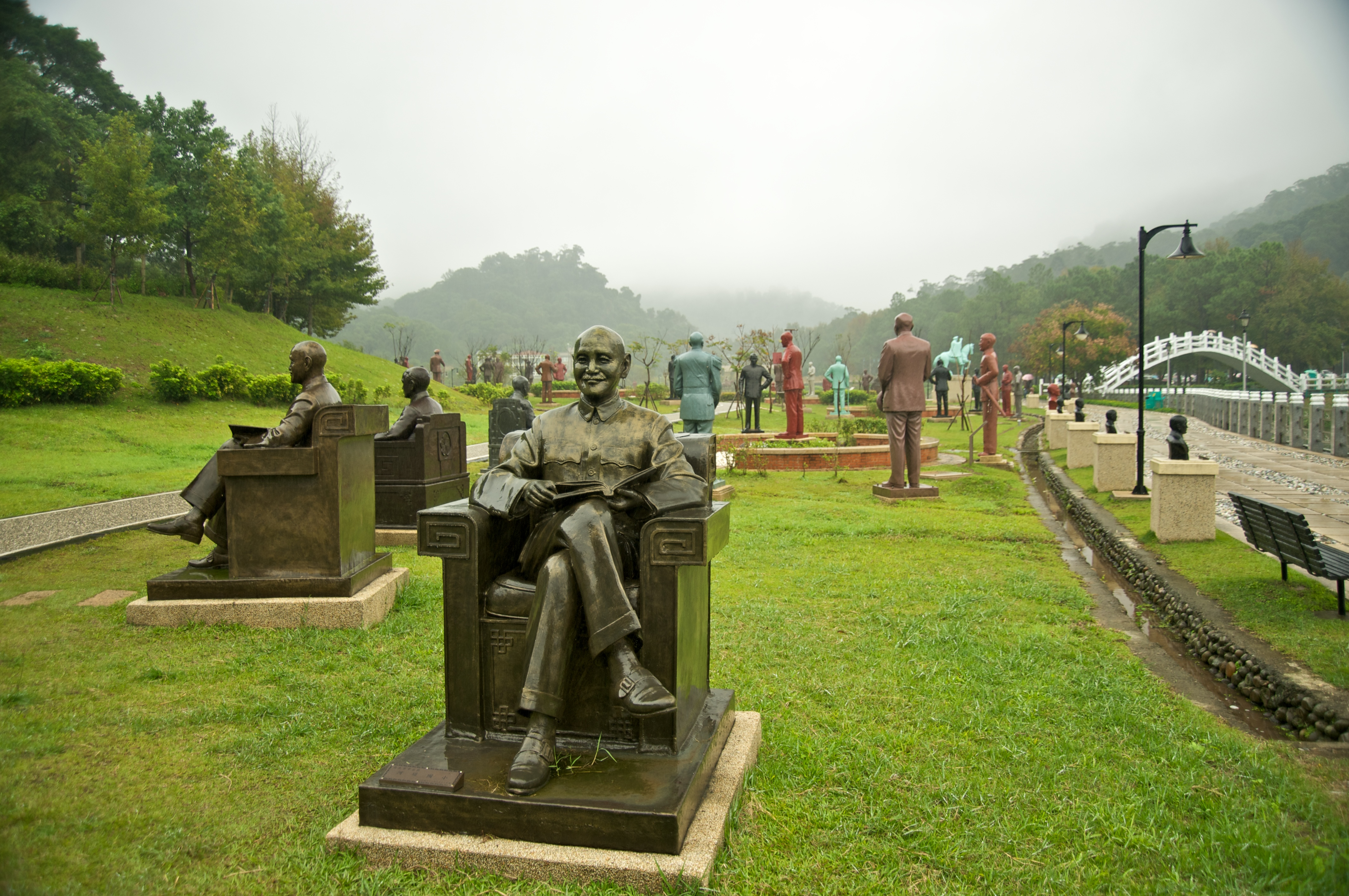
Khu vườn của các tổng tư lệnh, thành phố Đào Viên

Tệ sùng bái cá nhân ở Trung quốc đã được tập trung vào người sáng lập Quốc Dân Đảng Tôn Trung Sơn, và người kế vị, tổng tư lệnh Tưởng Giới Thạch. Sự sùng bái Tưởng Giới Thạch đã đi xa hơn sau khi chính phủ cộng hòa chạy trốn đến Đài Loan. Ông thường được gọi là "Chúa Tưởng" (蔣公) ở nơi công cộng và dấu cách giữa các ký tự của tên danh hiệu của ông ta là bắt buộc trong các tài liệu in. Sách giáo khoa và bài hát ca ngợi ông ta phổ biến ở Đài Loan trước năm 1987.

Bức tượng Mao Trạch Đông ở Trung Quốc hiện đại

Cộng Hòa Nhân Dân Trung Hoa dưới thời Mao Trạch Đông cũng có thể coi là có nạn sùng bái cá nhân, biểu hiện rõ ràng nhất là chân dung khổ lớn của ông ta treo trên mặt bắc cuối của Thiên An Môn. Nền văn hóa của Cộng Hòa Nhân Dân Trung Hoa trước khi năm 1981 chịu ảnh hưởng lớn bởi Mao Trạch Đông mà đỉnh điểm là cuộc Cách mạng Văn hóa. Mao được gọi là "lãnh tụ vĩ đại Mao Chủ tịch" (伟大领袖毛主席) ở nơi công cộng và đã được đặt danh hiệu "lãnh tụ vĩ đại, chỉ huy tối cao vĩ đại, người thầy vĩ đại và thuyền trưởng vĩ đại" (伟大的领袖 lò 伟大的统帅 lò 伟大的导师 lò 伟大的舵手) trong cuộc Cách mạng Văn hóa. Phù hiệu và sách có cách ngôn của ông ta được sản xuất hàng loạt. Hầu hết mọi người phải đọc Mao Tuyển và tài liệu in lúc đó thường in đậm lời của Mao cũng như trích dẫn trong lời mở đầu. Vũ điệu trung thành (忠字舞) cũng được giới thiệu trong cuộc Cách mạng Văn hóa kéo dài từ năm 1966 đến năm 1976.
Sự sùng bái của cá nhân tiếp tục trong một thời gian ngắn sau khi Mao chết. Người kế nhiệm, Hoa Quốc Phong cũng thực hành sùng bái cá nhân, và được gọi là "Chủ tịch Hoa lãnh tụ rực rỡ" (英明领袖华主席). Các cải cách năm 1981 dẫn đến việc hóa giải sự sùng bái Mao và Đảng Cộng sản Trung Quốc ngày nay chống lại phong cách cai trị của Mao vì sợ rằng nó lại tạo ra sự hỗn loạn như cuộc Cách mạng Văn hóa.

## Việt Nam

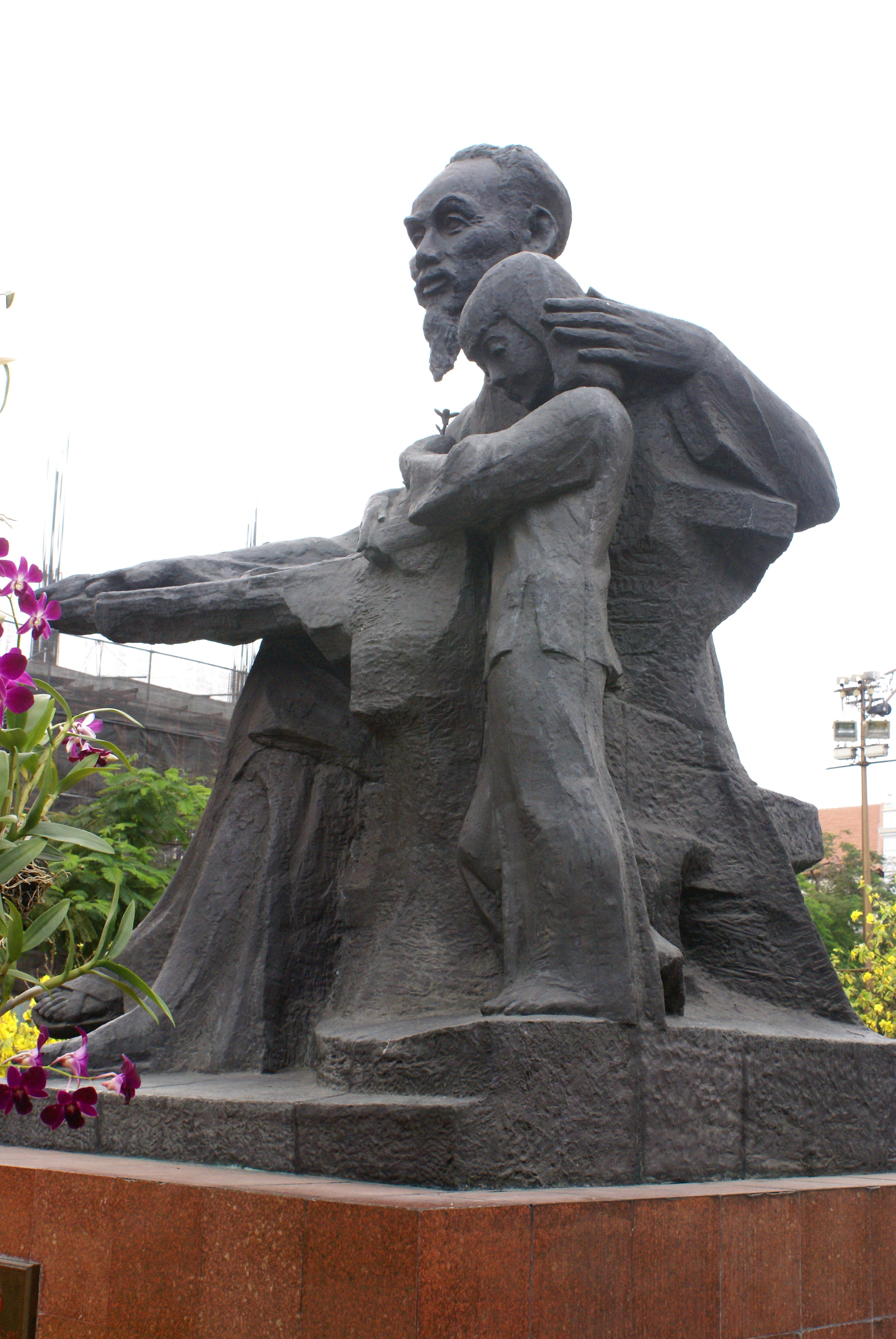
Tượng Hồ Chí Minh đặt trước Trụ sở Ủy ban nhân dân Thành phố Hồ Chí Minh

Chính quyền Việt Nam liên tục duy trì việc sùng bái cá nhân quanh Hồ Chí Minh từ thập niên 1950 ở miền Bắc, và sau đó nó được mở rộng đến miền Nam sau khi thống nhất đất nước, nó được coi là một phần quan trọng trong chiến dịch tuyên truyền của Đảng xung quanh Hồ Chí Minh và quá khứ của Đảng. Di hài của Hồ Chí Minh được bảo quản trong một lăng mộ đồ sộ, tranh hoặc tượng Hồ Chí Minh thường xuyên được đặt tại các nơi trang trọng trong các trường học và các địa danh công cộng. Hồ Chí Minh thậm chí còn được tôn vinh là một vị thánh tôn giáo, như một "vị thánh bất tử" của Đảng Cộng sản Việt Nam, và một số người Việt Nam đã "thờ Chủ tịch Hồ Chí Minh tại nhà".
Thủ đô cũ của Việt Nam Cộng hòa, Sài Gòn, đã chính thức đổi tên thành Thành phố Hồ Chí Minh ngày 1 tháng 5 năm 1975, một ngày sau khi chính thức chấm dứt Chiến tranh Việt Nam.
Chính quyền Việt Nam nhạy cảm với bất cứ điều gì có thể gây tranh cãi đối với tiểu sử chính thức của ông. Điều này bao gồm các tài liệu tham khảo về đời sống tình cảm cá nhân của Hồ Chí Minh, mà có thể làm mất đi hình ảnh của vị "cha già cách mạng" tận tụy,"người độc thân suốt đời, chỉ kết hôn với sự nghiệp cách mạng". William Duiker trong tác phẩm Ho Chi Minh: A Life (2000) đã nói về các mối quan hệ tình cảm riêng tư của Hồ Chí Minh. Chính phủ Việt Nam đã tìm cách cắt bớt bản dịch tiếng Việt của tác phẩm này với lý do "nội dung không phù hợp" và cấm phân phối một số ra của Tạp chí kinh tế Viễn Đông, mà đã có một bài viết nhỏ về nội dung Hồ Chí Minh có vợ gây tranh cãi.
Ý kiến, các ấn phẩm và chương trình phát sóng nêu ra các sai lầm quan trọng hoặc tình cảm cá nhân của Hồ Chí Minh bị cấm ở Việt Nam. Năm 1992, Tổng biên tập báo Tuổi trẻ Vũ Kim Hạnh bị đình chỉ chức vụ Tổng Biên tập sau khi đăng một số tư liệu chưa được công bố liên quan đến đời tư của Hồ Chí Minh, như việc ông đã từng có vợ là người Trung Quốc.